# سدانی
سدانی نوعی پاستای ایتالیایی است که کمی بزرگ‌تر از ماکارونی بوده و دارای انحنای مشابهی است. این پاستا می‌تواند صاف (lisce) یا خط‌دار (rigati) باشد.
در ابتدا به نام zanne d'elefante (به معنای نیش‌های فیل) شناخته می‌شد، اما پس از ممنوعیت تجارت عاج، نام آن به سدانی تغییر یافت (از sedano به معنای کرفس).